# Memoriał Rifa Saitgariejewa
Memoriał Rifa Saitgariejewa – zawody żużlowe rozgrywane na ostrowskim torze, poświęcone pamięci Rifa Saitgariejewa, tragicznie zmarłego na skutek obrażeń doznanych podczas meczu drugoligowego Iskra Ostrów Wielkopolski–Unia Leszno w 1996 roku. W 1996, 2005, 2010, 2011, 2012, 2014 oraz 2015 roku był to jeden wyścig podczas turnieju o Łańcuch Herbowy Ostrowa, w 2000 roku jako bieg dodatkowy podczas ćwierćfinału IMP, w 2013 roku jako bieg dodatkowy podczas meczu ŻKS Ostrovia - Przyjaciele, w pozostałych sezonach były turnieje indywidualne.

## Zwycięzcy memoriałów
| Rok  | 1.                  | 2.                     | 3.                    |
| ---- | ------------------- | ---------------------- | --------------------- |
| 1996 | Roman Jankowski     | Piotr Protasiewicz     | Tomasz Bajerski       |
| 1997 | Adam Fajfer         | Piotr Protasiewicz     | Jacek Krzyżaniak      |
| 1998 | Krzysztof Cegielski | Adam Łabędzki          | Paweł Łęcki           |
| 2000 | Rafał Dobrucki      | Robert Kościecha       | Andrzej Huszcza       |
| 2001 | Robert Dados        | Sebastian Ułamek       | Sławomir Drabik       |
| 2002 | Jacek Krzyżaniak    | Robert Sawina          | Sebastian Ułamek      |
| 2003 | Robert Dados        | Krzysztof Stojanowski  | Tomasz Jędrzejak      |
| 2004 | Mariusz Węgrzyk     | Piotr Dym              | Wiesław Jaguś         |
| 2005 | Sebastian Ułamek    | Michał Szczepaniak     | Marcin Rempała        |
| 2006 | Damian Baliński     | Michał Szczepaniak     | Łukasz Jankowski      |
| 2008 | Michał Szczepaniak  | Robert Miśkowiak       | David Ruud            |
| 2010 | Andriej Kudriaszow  | Tobiasz Musielak       | Cory Gathercole       |
| 2011 | Antonio Lindbäck    | Grzegorz Walasek       | Łukasz Sówka          |
| 2012 | Peter Karlsson      | Niels Kristian Iversen | Łukasz Sówka          |
| 2013 | Łukasz Sówka        | Nicklas Porsing        | Nikolaj Busk Jakobsen |
| 2014 | Kamil Adamczewski   | Artur Czaja            | Łukasz Sówka          |
| 2015 | Patryk Dudek        | Krystian Pieszczek     | Sebastian Ułamek      |
| 2016 | Patryk Dudek        | Bartosz Zmarzlik       | Maciej Janowski       |